# Masato Hashimoto
Masato Hashimoto (橋本 真人 Hashimoto Masato?), född 12 oktober 1989 i Chiba prefektur, är en japansk fotbollsspelare.
Hashimoto började sin karriär 2008 i Urawa Reds. Efter Urawa Reds spelade han för Tochigi SC, V-Varen Nagasaki, SC Sagamihara, Grulla Morioka och Fukui United FC.